# Municipio de Marion (condado de Beaver)
El municipio de Marion (en inglés: Marion Township) es un municipio ubicado en el condado de Beaver en el estado estadounidense de Pensilvania. En el año 2000 tenía una población de 940 habitantes y una densidad poblacional de 35.3 personas por km².

## Geografía
El municipio de Marion se encuentra ubicado en las coordenadas 40°47′11″N 80°12′08″O / 40.78639, -80.20222.

## Demografía
Según la Oficina del Censo en 2000 los ingresos medios por hogar en la localidad eran de $43,365 y los ingresos medios por familia eran $50,000. Los hombres tenían unos ingresos medios de $34,688 frente a los $24,327 para las mujeres. La renta per cápita para la localidad era de $20,808. Alrededor del 10.0% de la población estaban por debajo del umbral de pobreza.